# نوايا جديدة (فلم)
نوايا جديدة (بالإنجليزية: New Intentions)، هُو فيلم أوغندي صدر سنة 2016، وقد أشرف على إخراجه وكتابة نصه المُخرج كيهيري كينيدي.

## وصلات خارجية
- نوايا جديدة  في قاعدة بيانات الأفلام على الإنترنت (بالإنجليزية)